# Vignaux
Vignaux är en kommun i departementet Haute-Garonne i regionen Occitanien i södra Frankrike. Kommunen ligger i kantonen Cadours som tillhör arrondissementet Toulouse. År 2022 hade Vignaux 157 invånare.

## Befolkningsutveckling
Antalet invånare i kommunen Vignaux
Referens:INSEE